# Paca's
De paca's of paka's (Cuniculus) vormen een geslacht van Zuid-Amerikaanse knaagdieren.

## Classificatie
Het is het enige geslacht uit de familie Cuniculidae. Sommige wetenschappers beschouwen deze familie als een onderfamilie van de agoeti's en acouchy's (Dasyproctidae). Er zijn twee soorten, de paca (Cuniculus paca) en de bergpaca (Cuniculus taczanowskii).

## Kenmerken
De paca's lijken qua uiterlijk veel op de agoeti's en acouchy's, maar hebben kortere poten en een gevlekte vacht.

## Leefwijze
Ze bewonen bosgebieden nabij water. Overdag verblijven ze in zelfgegraven of door andere dieren verlaten holen. 's Nachts komen ze tevoorschijn om zich te voeden met bladeren, stengels, wortelen, zaden, vruchten en noten. Ze kunnen hierbij veel schade berokkenen aan landbouwgebied, en worden daarom bejaagd door mensen. In sommige gebieden zijn ze door de jacht en boskap zeldzaam geworden.

## Verspreiding
Het leefgebied strekt zich uit van Zuid-Mexico tot Zuid-Brazilië en Paraguay.

## Geschiedenis van de geslachtsnaam
Het geslacht waartoe de paca's behoren is in de literatuur van vóór 1994 ook wel als "Agouti Lacépède, 1799" te vinden, en de familienaam die daarop gebaseerd is als "Agoutidae Gray, 1821". Dit kan verwarring veroorzaken met de echte agoeti's (Dasyprocta). De geslachtsnaam Cuniculus die door Brisson in 1762 als eerste naam voor het geslacht werd gepubliceerd, in de tweede druk van zijn werk Regnum Animale, werd door sommige taxonomen als "not available" (niet beschikbaar) beschouwd, omdat Brisson in dit werk niet consequent de binominale nomenclatuur gebruikte. De International Commission on Zoological Nomenclature bepaalde in 1994 dat de naamgeving uit Brissons werk inderdaad niet beschikbaar is, maar maakte voor een elftal lang in gebruik zijnde geslachtsnamen, waaronder Cuniculus, een uitzondering, en plaatste die op de Official List of Generic Names in Zoology (de officiële lijst van geslachtsnamen in de zoölogie).